# Alex Haley
 Der er for få eller ingen kildehenvisninger i denne artikel, hvilket er et problem. Du kan hjælpe ved at angive troværdige kilder til de påstande, som fremføres i artiklen.

Alexander Murray Palmer "Alex" Haley (født 11. august 1921, død 10. februar 1992) var en amerikansk forfatter.
Alex Haley skrev blandt andet Rødder og autobiografien for Malcolm X.
Rødder blev filmatiseret i 1970'erne, og vist som tv-serie, bl.a. på dansk tv. Serien beskriver historien om Alex Haley's søgen efter sin oprindelse i Afrika, fra Kunta Kinte der i 1700-tallet blev fanget af hvide slavehandlere, gennem hele sin familiehistorie frem til nyere tid. Dette med stort afsæt i de afro-amerikanske slavers vilkår op gennem historien. I serien følger man tre generationer af sorte i USA. Den første er Kunta Kinte, der tages til fange netop som han skal til at gennemgå manddomsritualerne i Gambia i 1765. Vi følger ham over havet til USA, hvor han ganske vist må arbejde som slave, men aldrig lader sig knægte. Den næste er hans datter Kizzy, som har sin fars stolthed, selvom hun må gå meget igennem, bl.a. at blive taget fra sine forældre og at måtte føde sin ejers barn. Den sidste er Kizzys søn, Chicken George, der når at opleve slaveriets ophævelse i 1865. Nok kendte man til slaveriet, men serien formåede at fremdrage en række aspekter, som få kendte til, som f.eks. at Afrika ikke var så vildt og uciviliseret i 1700-tallet, som det ofte er blevet fremstillet, at mange sorte faktisk hjalp de hvide ved at fange og videresælge andre sorte, at lykken ikke var gjort, da slaveriet endelig blev ophævet i 1865, for mange sorte var nødt til at nedsætte sig som fæstebønder, fordi de intet ejede osv.

## Haley og hans historie
Rødder er baseret på Alex Haleys roman af samme navn. Alex Haley arbejdede en tid for Playboy og interviewede bl.a. Malcolm X. Netop interviewet med Malcolm X inspirerede Haley til 'The Autobiography of Malcolm X' (1965), som dannede grundlag for Spike Lees film Malcolm X. De følgende ca. 12 år brugte han på at spore sin families historie ud fra de få oplysninger han havde fra sin mormor, og dette arbejde resulterede i ’Roots’ ('Rødder'), der først blev publiceret som serie i 'Det Bedste' og siden udkom som roman i 1976. Bogen var en enorm succes, og få måneder senere lavede TV-kanalen ABC en miniserie på grundlag af bogen, og den satte nye rekorder i antallet af seere. 130 millioner mennesker fulgte med i serien, der blev sendt i løbet af 8 på hinanden følgende aftener. Også i Danmark blev serien sendt (i oktober 1978) og set af snart sagt alle. Bogen fik bl.a. Pulitzerprisen i 1976 og affødte mange debatter, ud over en voksende interesse blandt sorte for familiehistorie. Serien har også fået et utal af priser.

## Problemer
Men medaljen var ikke uden bagside: Haley blev anklaget for plagiat og det viste sig også, at enkelte passager fra 'Roots' var næsten ordret taget fra en anden bog (Haley undskyldte sig med, at hans researchere havde forsynet ham med materiale uden at angive kilde), og nogle hævdede, at den mand, som Haley havde talt med under sit besøg i Juffure (Gambia), og som havde kunnet give ham navnet Kunta Kinta, blot var en charlatan, som havde givet Haley, hvad han ville have. Men spørgsmålet er, om det gør så meget. Haley har aldrig selv hævdet, at historien var 100% historisk korrekt, og der er heller ingen tvivl om, at det, der skildres i Roots, kunne være sket. Ved at fiktionalisere og popularisere begivenhederne fik Haley også en langt større seer- og læserskare end hvis der var blevet lavet en dokumentarfilm ud af bogen, og langt flere mennesker blev opmærksomme på problematikken.
Haley har yderligere fået filmatiseret "Queen", som er en detaljeret historie om farens familiehistorie.